# Зиновьев, Парамон-Сыдавной Васильевич
Парамон-Сыдавной Васильевич Зиновьев (известный под именем Сыдавной-Васильев) — дьяк и дипломат эпохи Смутного времени.

## Биография
Впервые он упоминается в 1595 году, когда подпись его, как дьяка, встречается под грамотами. В 1607 году, во время восстания под предводительством И. И. Болотникова, когда царь Василий Иванович Шуйский ходил с войском под Тулу, дьяк Зиновьев находился в прибыльном полку с Короши, при боярине и воеводах князе Андрее Васильевиче Голицыне и Гаврииле Григорьевиче Пушкине. Затем мы видим его под Калугою с князьями: Фёдором Ивановичем Мстиславским, Михаиле Васильевиче Скопиным-Шуйским и Борисе Петровиче Татевым. Участвовал он и в осеннем походе, когда князь Скопин-Шуйский побил воровских людей на Пахре; стоял и за Москвой рекой у Серпуховских ворот с князьями: Скопиным, Голицыным и Татевым.
В 1608 году, когда «тушинский вор» Лжедмитрий II пришёл под Москву с гетманом Р. К. Ружинским, Зиновьев был в Большом полку у бояр и воевод: князя Скопина, Ивана Никитича Романова и князя Василия Фёдоровича Мосальского.
В конце 1608 и в 1609 гг., когда князь Скопин хлопотал о найме вспомогательного шведского войска, он взял с собой Зиновьева, в качестве опытного, дельного и известного ему с хорошей стороны дьяка. В Выборг отправились, по поручению князя Скопина, шурин его Семён Васильевич Головин и Парамон-Сыдавной Васильевич Зиновьев. Они заключили там с полномочными послами шведского короля Карла IX договорную запись о дружественном союзе Московского государства со Швецией, о найме ратных шведских людей и об уступке за это Московским государством города Корелы с уездом, которых так добивалась Швеция. В утвержденной грамоте относительно уступки Корелы князь Скопин выразился так: «Договорились по моему приказу, как яз им дал полную мочь, стольник Головин и дьяк Сыдавной Васильев в Выборге с королевскими и думными полномочными послами». Выборгский трактат был утвержден крестным целованьем и записями лиц, его заключивших. Князь Скопин, рассылая грамоты по городам и уведомляя о движении шведского вспомогательного войска, писал в Вологду во второй половине марта 1609 года, что Головин и Зиновьев «с большими людьми (то есть с большим количеством ратных людей) пришли в Дудоровской погост».
В августе 1610 года в смутное время, когда всеми делами управляла Боярская дума, решено было отправить в Польшу к королю Сигизмунду III и к сыну его, королевичу Владиславу, великое посольство для приглашения Владислава на Московский престол. Во главе посольства стояли: ростовский митрополит Филарет и князь Василий Васильевич Голицын; затем следовали: окольничий князь Мезецкий, думный дворянин Сукин, думный дьяк Томила Луговской и дьяк Сыдавной Васильев; из духовных лиц: Спасский архимандрит Евфимий, Троицкий келарь Авраамий Палицын и другие; кроме того, «выборные разных чинов люди». Посольство заключало в себе до 1250 человек. В сентябре были даны послам две верющие грамоты от духовных и светских всякого чина и звания людей для договора с Сигизмундом относительно условий приглашения на царство королевича Владислава. По приезде московских послов в королевский стан под Смоленском, они неоднократно собирались для переговоров с польскими панами рады; было шесть съездов, но ни до чего не договорились. В начале декабря 1610 года митрополит Филарет и князь Голицын узнали, что думный дворянин Сукин, дьяк Сыдавной Васильев, Спасский архимандрит Евфимий, Троицкий келарь Авраам Палицын и многие дворяне и разных чинов люди, получив от короля грамоты на поместья и другие пожалования, отпущены домой. Канцлер Сапега хотел каким-нибудь способом поколебать твердость и думного дьяка Томилы Луговского и пригласил его к себе в то время, когда Сукин и Сыдавной Васильев, в богатом нарядном одеянии, готовились идти на отпуск к королю.
Вид этих двух членов посольства, собравшихся уехать, произвел на Луговского совершенно не то впечатление, на какое рассчитывал Сапега. Луговской сказал канцлеру: «Не слыхано нигде, чтоб послы делывали так, как Сукин и Сыдавной делают: покинув государское и земское дело и товарищей своих, едут в Москву!.. Если Сыдавной для того отпущен, что проелся, то и всех нас давно пора отпустить, все мы также проелись, подмога нам всем дана одинаковая. Судит им Бог, что так делают!» На следующий день Филарет и князь Голицын призвали к себе Сукина, Сыдавного и Спасского архимандрита (Авраамий Палицын сказался больным и не поехал к ним) и увещевали их, говоря, чтобы они попомнили Бога и свои души, вспомнили бы, как они отпущены из соборного храма Пречистой Богоматери, как благословлял их патриарх Гермоген. Они отвечали: «Послал нас король с своими листами в Москву для своего государского дела: и нам как не ехать?»
В 1612 году под грамотой Московского государства бояр и воевод и князя Дмитрия Михайловича Пожарского Соль-Галицкому городовому приказчику Мичурину о невзимании сошных и казачьих кормов с отчины Симонова монастыря подписались: «Князь Дмитрей Пожарской. Думный диак Сыдавной Васильев». Отсюда следует, что по возвращении из посольства в Польшу Зиновьев примкнул к земскому движению, стремившемуся к водворению порядка и очищению Московского государства от поляков.
В 1613 году он подписался под грамотой об избрании на царство Михаила Фёдоровича Романова. 11 июля этого года, в день венчания на царство Михаила Фёдоровича, сказывал боярство князю Ивану Борисовичу Черкасскому, а затем князю Дмитрию Михайловичу Пожарскому. Гавриил Григорьевич Пушкин, «стоявший у сказки», бил челом государю в «отечестве» на князя Пожарского, потому что родители его никогда меньше Пожарских не бывали. Михаил Феодорович приказал быть «для своего царского венка» без мест, а всякие челобитья, поданные в этот день, велел Зиновьеву отставить и при всех боярах записать об этом в разряд. Во время венчания Михаила Феодоровича на царство Зиновьев держал блюдо. На следующий день, в именины царя Михаила Феодоровича он сказывал думное дворянство Кузьме Минину, а 13 июля — казначейство Никифору Васильевичу Траханиотову.
Нет необходимости перечислять все случаи местничества, возникавшие в бытность Зиновьева думным дьяком, когда ему приходилось передавать обвиненным решения государя или бояр, достаточно остановиться лишь на одном деле, возникшем в 1622 году, потому что из него видна неправильная передача Зиновьевым заключения, вынесенного судом относительно челобитья в 1618 году В. А. Третьякова на князя Юрия Петровича Буйносова-Ростовского. Зиновьев сказал в 1618 году В. Третьякову: «что ему, Василью, не токмо что до князь Юрья Буйносова достало, ино не достало и до последнего Ростовского князя в отечестве, а станет Василий бити челом государю хоть на меншаго Ростовского, и государь на Василья велел оборонь дать и последнему Ростовскому князю». Очевидно, что такой приговор задел самолюбие Третьякова, и он постарался выяснить причину, заставившую судей прийти к такому заключению. «Такою де я сказкою обинною», — говорил Третьяков, — «опозорен, что молодой безродословный человек». Как это часто бывало, рассмотрение дела последовало лишь в 1622 году. Оказалось, что в действительности не было ни государева указа, ни боярского приговора, по которому велено было давать на Третьякова оборонь и последнему Ростовскому князю: «то своровал думный дьяк Сыдавной Васильев… а то дело не всхожее: и велик и мал в ростовских князьях, не ровны Ростовские; а ныне (1622 год) государь тебя, Василья (Третьякова), пожаловал, тое записки сказки в разряде не велел поставить в дело». В 1618 году Сыдавной-Васильев находился в осаждённой Москве, во время прихода королевича Владислава. В 1619 году судьей в Казанском Дворце был князь Алексей Юрьевич Сицкий, а дьяками при нем Сыдавной Васильев и Фёдор Апраксин (не путать с Ф. М. Апраксиным — сподвижником Петра Великого; последний родился почти на пол века позднее).
Последнее упоминание в «Дворцовых разрядах» о Зиновьеве встречается в 1622 году.